# Голубцов Валерій Вікторович
Валерій Вікторович Голубцов (нар. 7 жовтня 1946 — 29 січня 2003) — радянський футболіст, що грав на позиції як захисника, так і півзахисника та нападника. Відомий за виступами за клуб «Спартак» з Івано-Франківська, у складі якого зіграв 332 матчі лише в чемпіонатах СРСР у класі «Б» та першій лізі СРСР, грав також за армійський СК «Луцьк». Чемпіон УРСР 1972 року.

## Клубна кар'єра
Валерій Голубцов розпочав виступи на футбольних полях у 1965 році в команді класу «Б» «Спартак» з Івано-Франківська, куди його запросив тогочасний тренер «Спартака» і відомий футболіст у минулому Мирослав Думанський. У команді молодий футболіст швидко став одним із гравців основного складу, відрізнявся також хорошою результативністю, зокрема відзначившись протягом сезону 1968 року 19 забитими м'ячами. «Спартак» поступово піднімався догори по щаблях турнірної таблиці, й у 1972 році став переможцем зонального турніру, що на той час вважався чемпіонатом УРСР, і у перехідних матчах проти ризької «Даугави» здобув путівку до першої ліги. Проте перед початком нового сезону разом ще з кількома товаришами Голубцова призвали до лав Радянської Армії. Службу він проходив у на той час армійській команді СК «Луцьк» разом із своїм партнером по «Спартаку» Степаном Рибаком. Після закінчення сезону 1974 року Валерій Голубцов повернувся до івано-франківського «Спартака». Протягом трьох років футболіст виступав у складі прикарпатської команди вже в першій лізі, зіграв у її складі 93 матчі в першоліговому турнірі. Після закінчення сезону 1977 року Голубцов завершив виступи на футбольних полях.
Помер Михайло Голубцов 29 січня 2003 року.

## Досягнення
- Переможець Чемпіонату УРСР з футболу 1972, що проводився у рамках турніру в шостій зоні другої ліги СРСР.